# Plaza de Alonso Martínez (Burgos)
La Plaza de Alonso Martínez es una plaza situada en la ciudad española de Burgos. Conocida popularmente como plaza de Capitanía o Capitanía, a secas.
Tiene una relevante importancia histórica, pues desde el Palacio de Capitanía General se declaró Francisco Franco jefe de los Ejércitos de España en 1936.

## Ubicación
Está situada al noreste del casco histórico de la ciudad, siendo su entrada más próxima por la Avenida del Cid Campeador.

## Historia
Recibe su nombre del burgalés Manuel Alonso Martínez, destacado jurista y político del siglo XIX.
En el año 2011, terminaron las obras de peatonalización de la calle Concordia, creando un espacio completamente accesible para el peatón y libre de tráfico.

## Descripción
La plaza tiene una forma irregular, semejante a la mitad de un pentágono, debido a su origen medieval. Su lado sursudoeste está delimitado por el Camino de Santiago, entre la calle San Juan y la calle Avellanos.
En el lateral más cercano a la calle Trinidad puede apreciarse en el suelo la silueta de la antigua muralla de Burgos dibujada con el cambio de color de las placas de piedra que forman el piso.